# 湯元舘

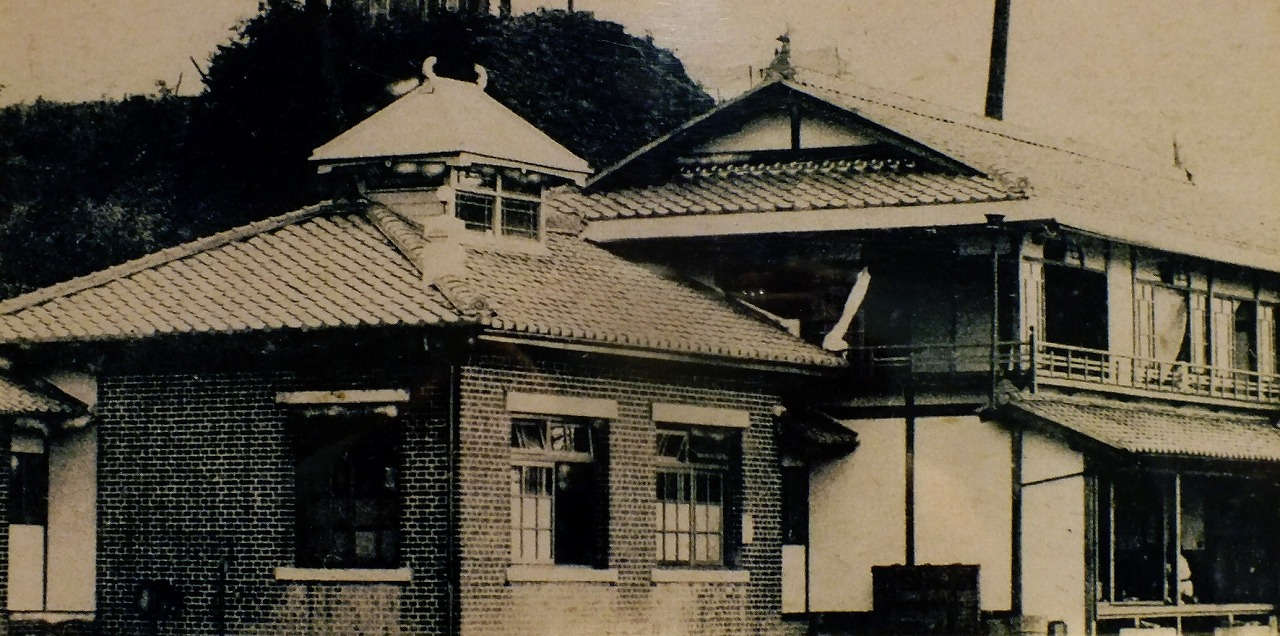
初代湯元館と大衆浴場（入浴料10銭であった）大正13年頃

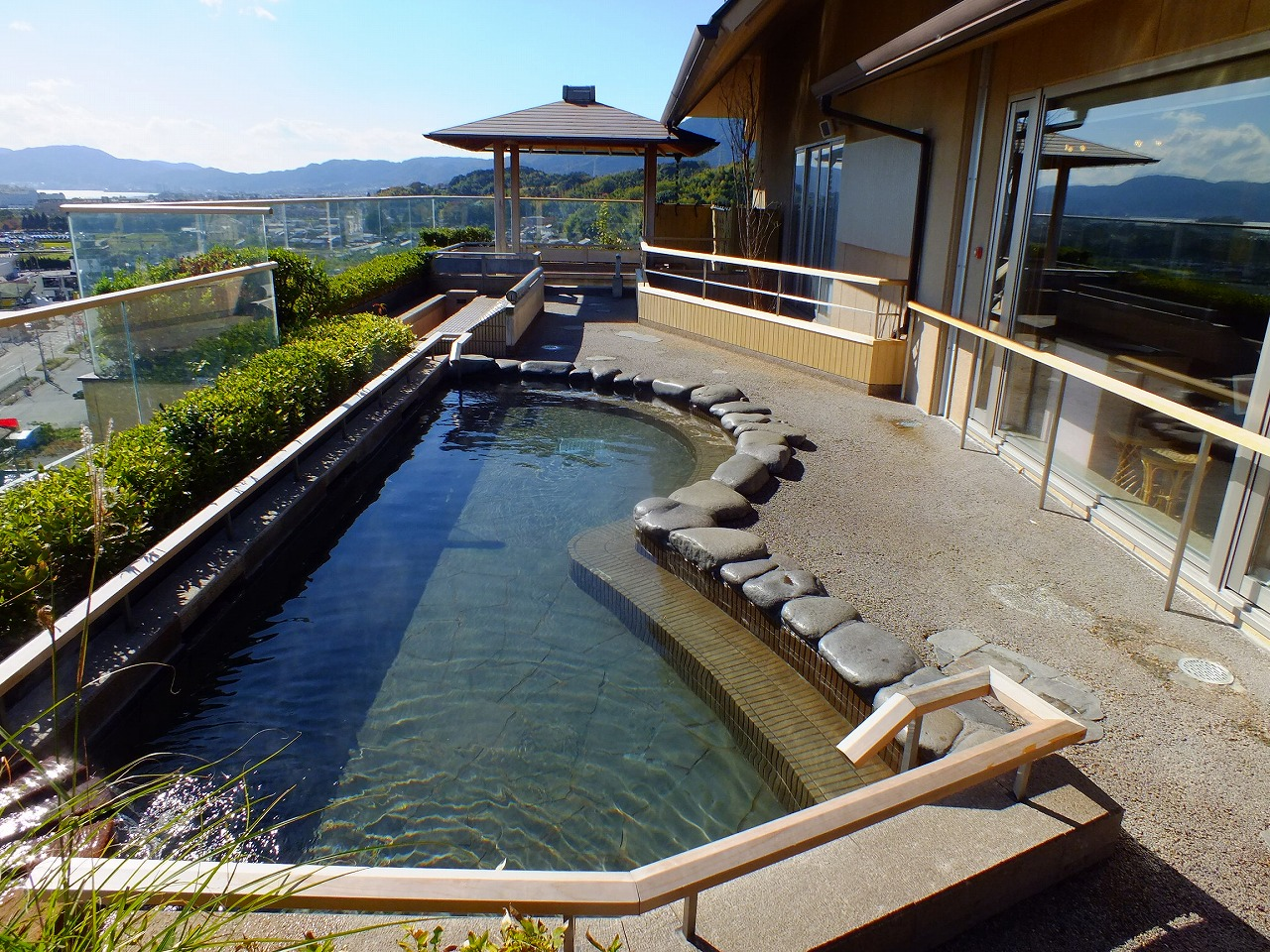
最上階露天風呂「月心の湯」

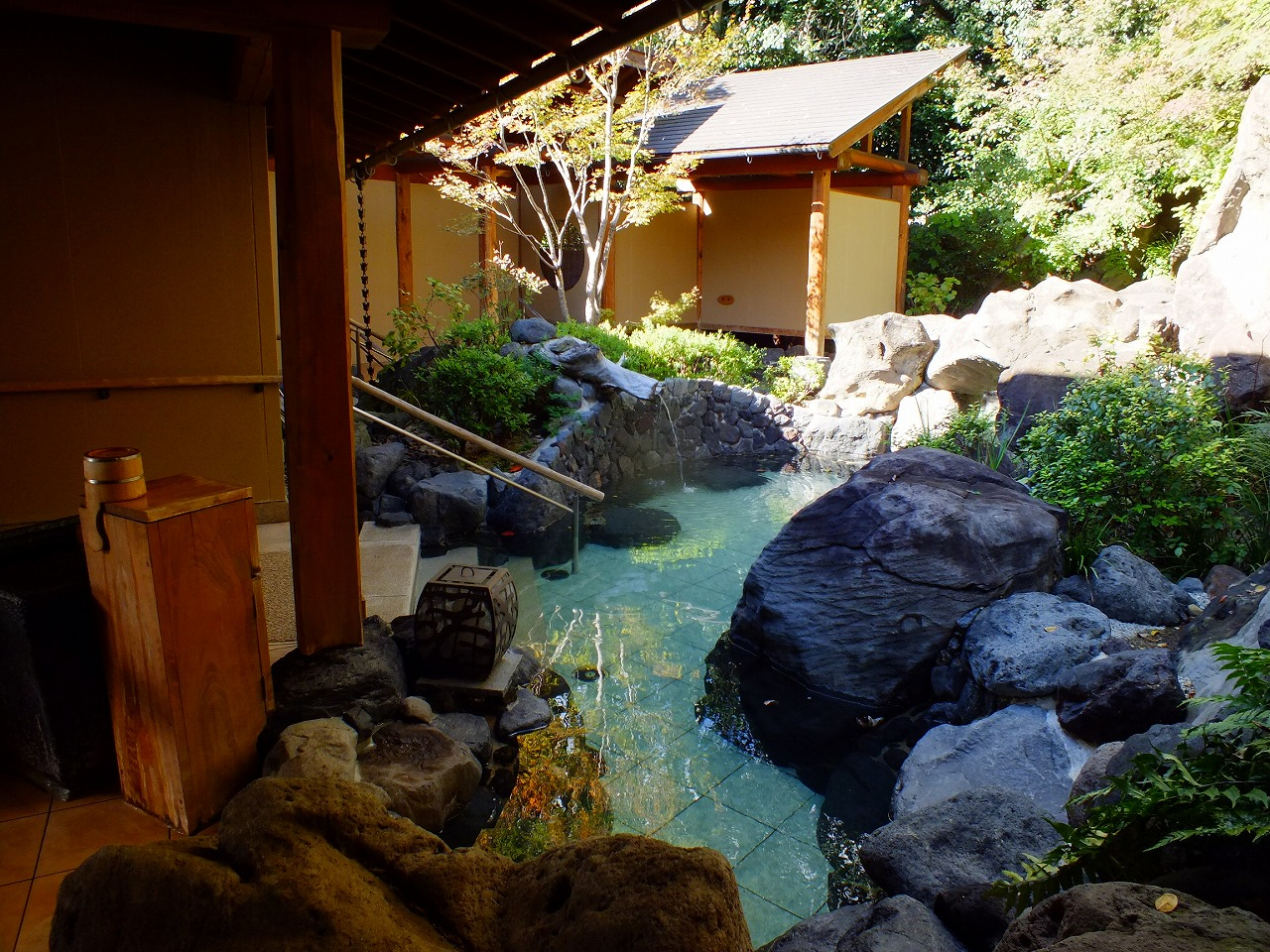
露天風呂湯幻逍遥

湯元舘（ゆもとかん）は、滋賀県大津市の琵琶湖西岸の雄琴温泉にある1929年（昭和4年）創業の老舗温泉旅館。雄琴温泉最初の旅館である。経営は株式会社湯元舘。

## 概要
琵琶湖畔の雄琴温泉で最初に創業した老舗温泉旅館として知られ、1968年には政府登録国際観光旅館に認定された。雄琴温泉自体は最澄による開湯と伝えられ、約1200年の歴史を持つ温泉とされる。過去に4度の経営危機に見舞われながらも、独自の経営理念と手腕により乗り越え、2000年8月には旅館業単体としては日本で初めて環境マネジメントシステムISO14001を認証取得した。和室60室、洋室1室、和洋室8室、計69室、屋上露天風呂などを持つ。経営母体である株式会社湯元館としては他に雄琴温泉「湯の宿 木もれび」、湯の花温泉「翠泉」、京小宿「ゆとね」、「とりでん堅田店」、「とりでん南草津店」なども経営。

## 沿革
出典はいずれも湯元舘公式サイトより。
- 1929年（昭和 4年） - 針谷末吉により、雄琴温泉最初の旅館として客室6室で創業。温泉を利用した大衆浴場も併設していた。
- 1951年（昭和26年）12月 - 針谷末吉の後を継ぎ、針谷和雄が代表者に就く。
- 1957年（昭和32年） - 東館増築（客室5室・宴会場）。
- 1961年（昭和36年）12月 - 琴江舘増築（客室４室）。
- 1962年（昭和37年）12月 - 松竹館増築（客室3室・宴会場）。
- 1964年（昭和39年） 2月 - 資本金50万円にて株式会社設立「株式会社湯元館」となり、針谷和雄が代表取締役社長に就任。
- 1967年（昭和42年）12月 - 現本館である新館を増築。客室数34室、収容人員163名となる。
- 1968年（昭和43年） 4月 - 国際観光旅館連盟会員となる。
- 1968年（昭和43年） 6月 - 政府登録国際観光旅館（第1257号）として認定される。
- 1978年（昭和53年）11月 - 資本金を500万円に増資。
- 1979年（昭和54年） 2月 - 隣接する旅館「光喜」を買収し「見晴館」（12室）とする。
- 1979年（昭和54年） 9月 - 現西館を増築（客室26室及び宴会場、クラブ、味処、厨房など）客室数56室、収容人員337名となる。
- 1983年（昭和58年） 9月 - 別会社で健康浴場を営業開始する。
- 1984年（昭和59年） 8月 - 針谷和雄死去、現会長である針谷了が代表取締役社長に就任。
- 1991年（平成 3年） 1月 - 隣地の旅館「勇楽荘」359.23㎡を買収。
- 1992年（平成 4年） 9月 - 資本金を1000万円に増資。乗務員室4室など改築。
- 1994年（平成 6年） 6月 - 隣地404.56㎡を買収社し員寮「サザンハイツ」12室建設。
- 1999年（平成11年） 6月 - 眺望大浴場「山望の湯」「湖望の湯」を増設。
- 2000年（平成12年） 8月 - 旅館業単体としては初のISO14001認証取得。
- 2003年（平成15年） 8月 - 資本金を5000万円に増資。
- 2011年（平成23年） 3月 - 針谷了が代表取締役会長に就任[6]。
- 2013年（平成25年）- 全10室すべてに露天風呂を完備したはなれ「葭蘆葦（KAROI）」をオープン[7]。

## 館内施設
出典はいずれも湯元舘公式サイトより。
- 部屋数69室（和室61室、洋間1室、和洋間8室）
  - 9タイプ14種類
  - 葭蘆葦 - 全10室すべてに露天風呂を完備したはなれ（全10室）。
  - 月心亭 - 高層階から雄大な景観を望める部屋、露天風呂付きの部屋など（全11室）。
- 眺望大浴場「湖望の湯」、「山望の湯」、回游大浴場

- 露天風呂
  - 最上階露天風呂「月心の湯」
  - 露天風呂「湯幻逍遥」
  - 貸切り露天風呂 2箇所「木の香」「石の音」
- 宴会場 - 大宴会場「安土」、吉祥亭「松の間」吉祥亭「梅の間」
- ハーモニーホール（会議、イベント用 80名）
- 駐車場 50台

### レストランなど
- 和風レストラン「吉祥亭」 - 本館2F
- 和風レストラン「湖月」 - 月心亭3F
- 和風レストラン「瀟相亭」- 南館2F
- 和風レストラン「綾」- 南館4F
- カフェテラス「花雲水」- 本館1F
- お土産処「楽市」-　特産品のオンラインショッピングも行っている[9]。
- 地酒&麺「蝉丸亭」
- ナイトラウンジ「アマーレ」

### その他
- スパエステ結宇
- 中国式足つぼ&マッサージ
- 麻雀ルーム
- ゲームセンター
- カラオケスペース「α・β」

### 館内写真

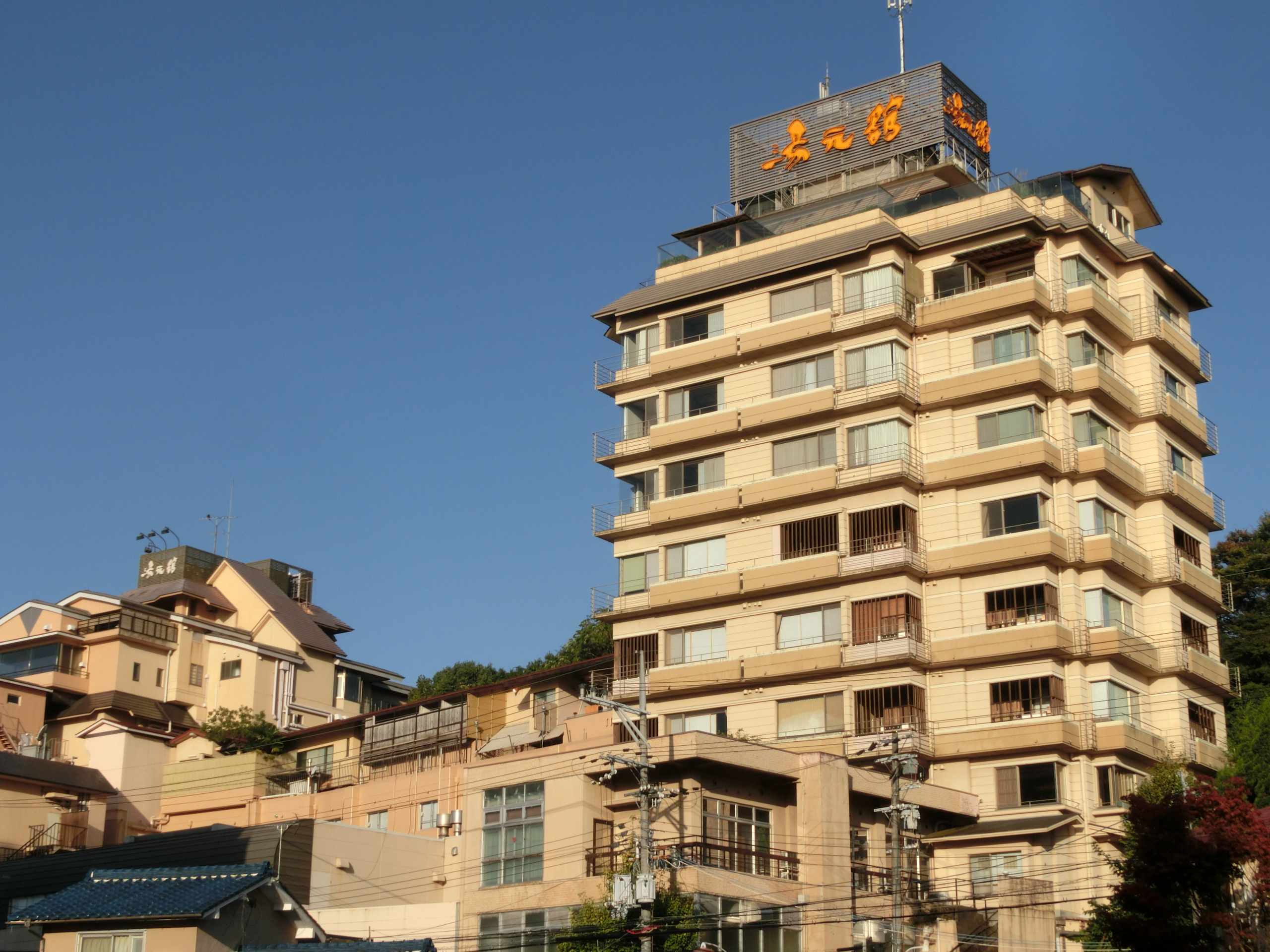
湯元舘客室外観
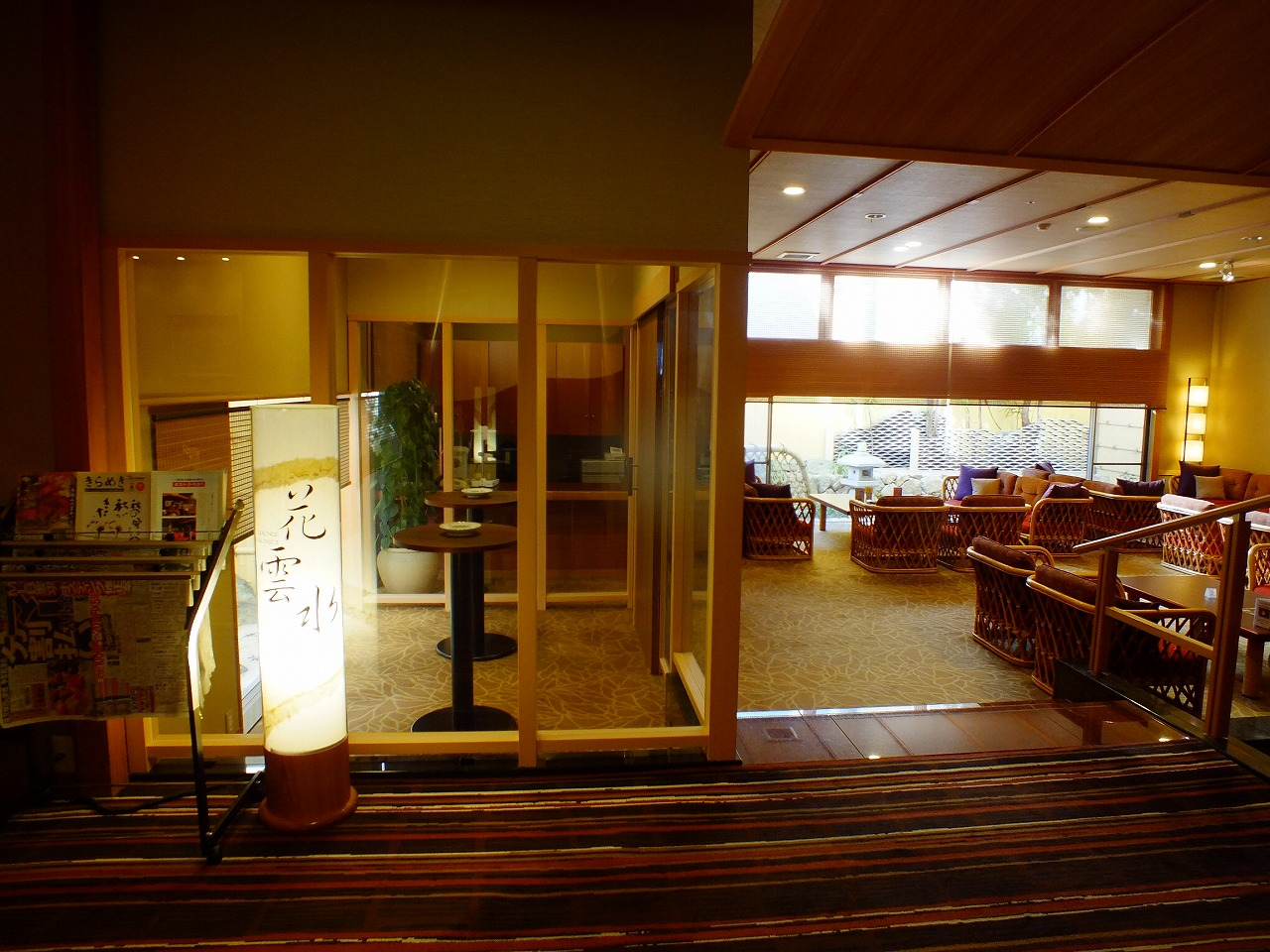
カフェテラス「花雲水」
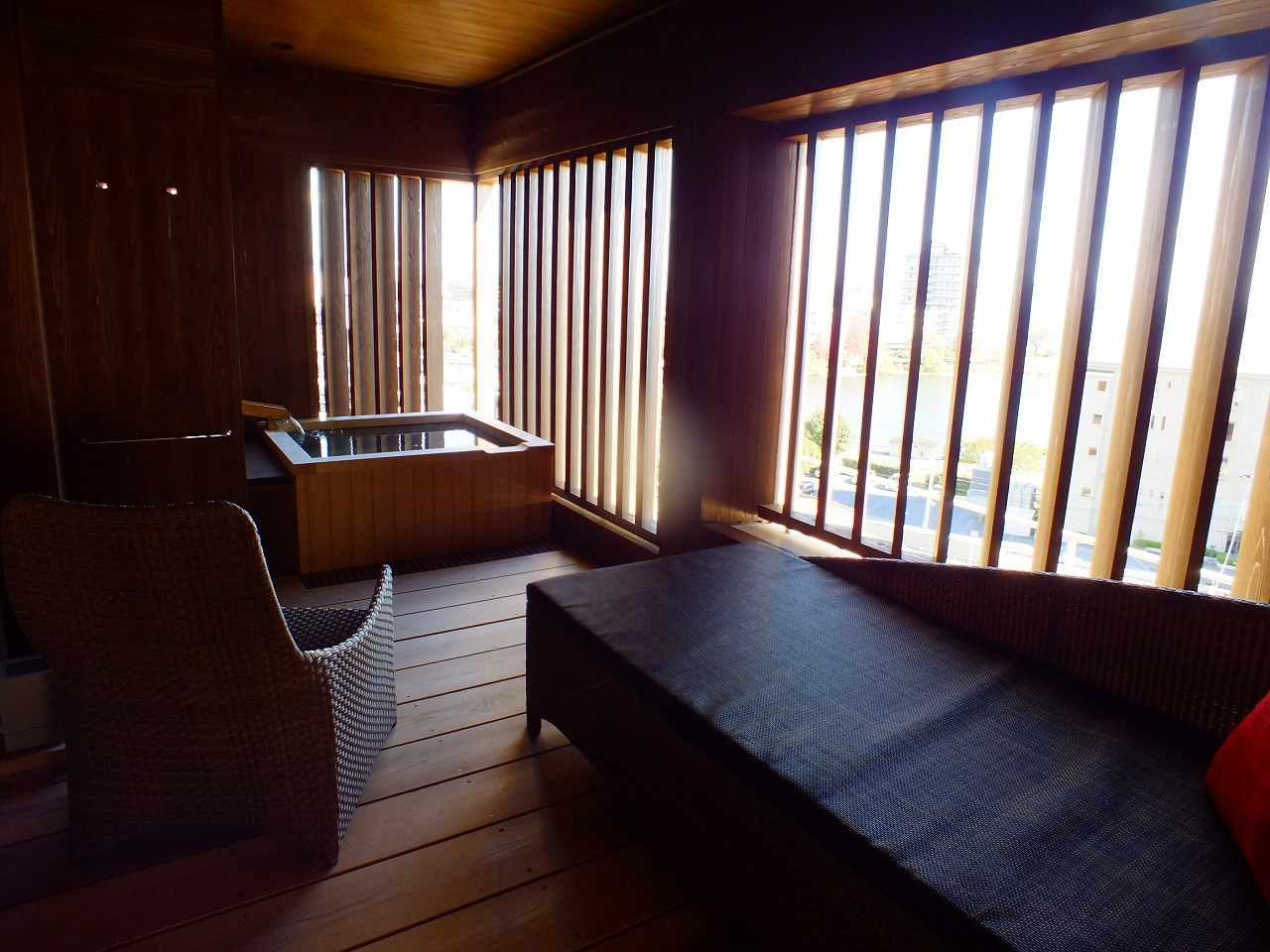
全室露天風呂付きのはなれ「葭蘆葦 」
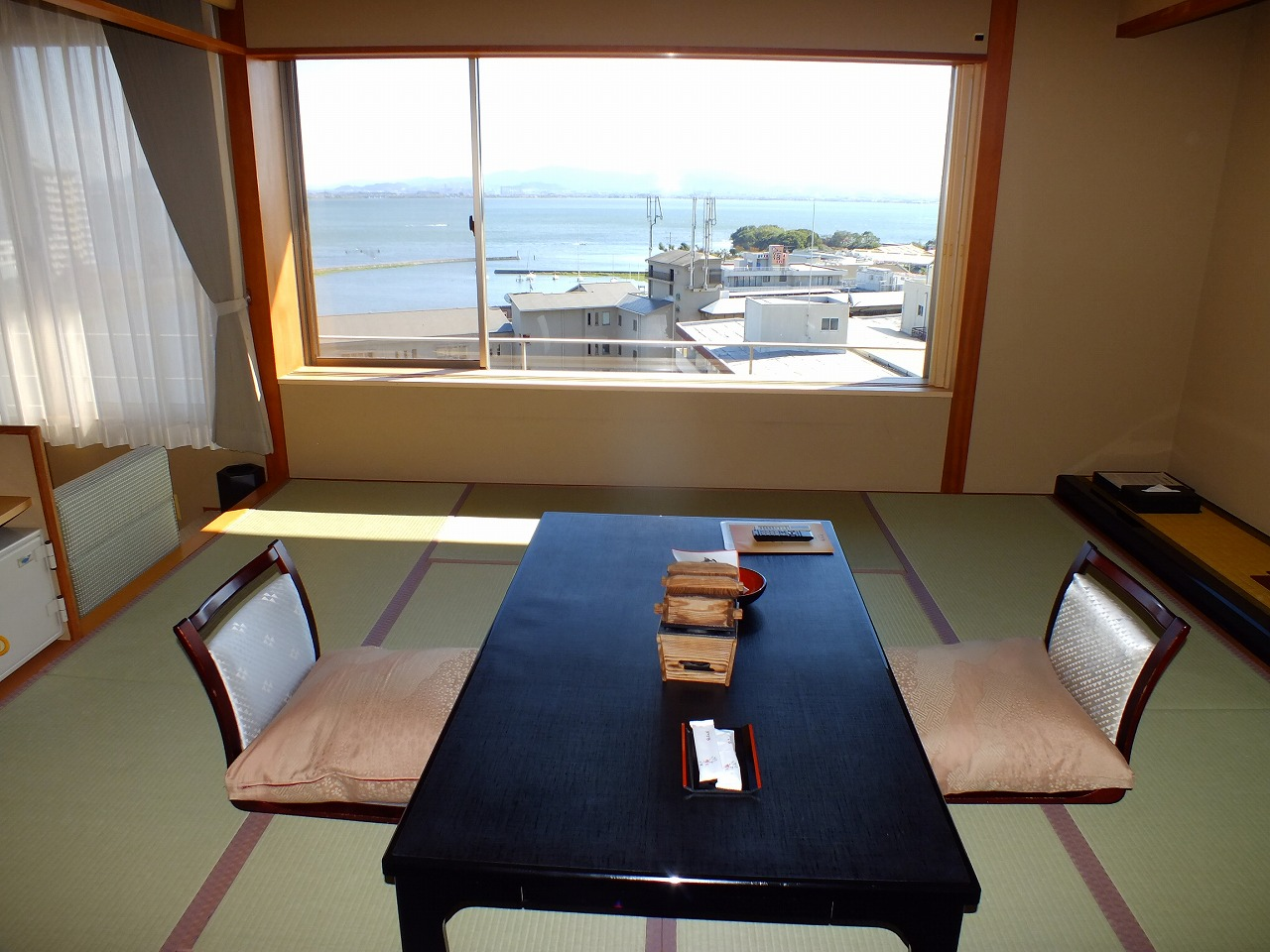
最上階の部屋
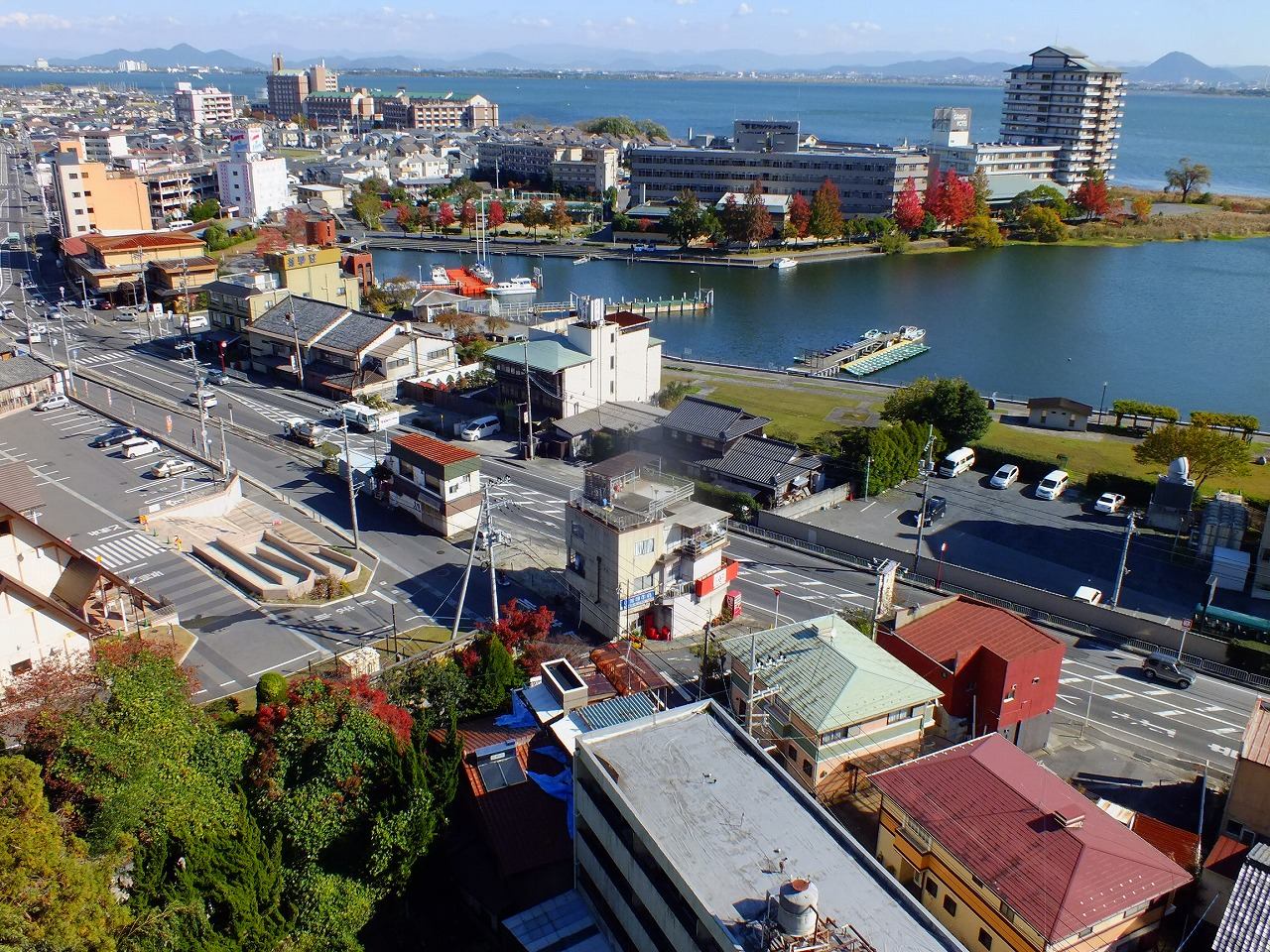
最上階露天風呂からの眺め（琵琶湖）

## 経営理念
以下の出典ページ

### 経営危機からの教訓

最初の危機は大阪万博特需に助けられる。

- 湯元舘は過去に4度の経営危機を経験している。
  - 1回目-1967年（昭和42年）過剰な設備投資が原因であったが、1970年（昭和45年）の大阪万博特需で持ち直す。
  - 2回目-大阪万博後すぐに来るが不動産売却でしのぐ。
  - 3回目-1972年（昭和47年）資金繰り悪化から危機を迎え金庫に1000円札が2枚しかないというようなことすらあったが、この当時から隆盛した特殊浴場人気に助けられる。忙しくなってもローコスト経営を貫き3年間で短期借入金や、裏の借金もすべて返却した上、2000万円ほどの預金すらできる。
  - 4回目-1976年（昭和51年）特殊浴場人気はこの年には早くも終了し、再び危機を迎える。この時、現会長である針谷了は当時経営者であった父針谷和雄に「もう替われ」と迫り、和雄はポケットから鍵の束を出すと了に渡しあっけなく禅譲が決まる。急速に新体制が社内に敷かれ、了が大学時代の5年間の営業経験からの発案で4800円、12品、5大サービス付（当時、関西の料理の基本は8品だった）という企画を打ち出すとその夏の売上が前年対比3割増加。その後、書物で「企業は人だ」という言葉にめぐり合ったことがきっかけで2名採用したところその後専務を務めることになる一人が獅子奮迅の働きを演じ、冬季の集客数で対前年比3倍、売り上げで2倍を達成する。連日満員状態が続き定員稼働率が90-100%という日が続く。

多くの危機の経験から、針谷了は｢忘己利他｣（もうこりた - 最澄の言葉）の経営理念に行きつく。その後、了はこうした経験を活かし全国で旅館経営についての講演を数多く行うなどしている。

### サービス料の廃止
- 旅館業、ホテル業界の料金の不透明さのシンボルだった、一律15%のサービス料の慣習を廃した。

### 従業員満足度を高める
- 東日本大震災後、遠のく外国人旅行客や少子高齢化、消費低迷により経営環境の厳しい旅館業界にあって、客に対する満足度を高めようとする旅館・ホテルが多い中、針谷了は同時に従業員が働くバックヤードの作業改善を進めた。その結果、従業員の満足度を高めることで結果的に顧客へのサービスを向上させることに成功した。そのきっかけは了の「（重労働である）仕事を従業員にやらせたくない」との一念であった。宴会場での配膳や下膳は従業員の肉体的負担が重い。一方で、料理の運搬は急がねば味に響く。この相反する要素を厨房から各宴会場までのローラーコンベアの設置で解決した。料理はバーコードで管理され、厨房から出る際に行き先が指定され自動的に目的の宴会場前で停止し、宴会場の中で働く従業員には、料理の到着を客からは見えにくいところにある赤ランプで知らせる。宴会場内では座敷台車を活用し並べていく。これら半オートメーション化により、以前は絶えなかった従業員の肩こり、腰痛を激減させることで労働環境を大幅に改善させると同時に、作業効率の倍増化で料理のセッティング時間を半減させ、結果的に顧客の満足度を得た。厨房では食器の整理・整頓の徹底、かつては一斗缶で買っていた食用油を配管式にする、食器洗浄ラインの合理化などを実現した。また、従業員専用のトイレも最新設備に改修するなどした[15]。

## 交通アクセス

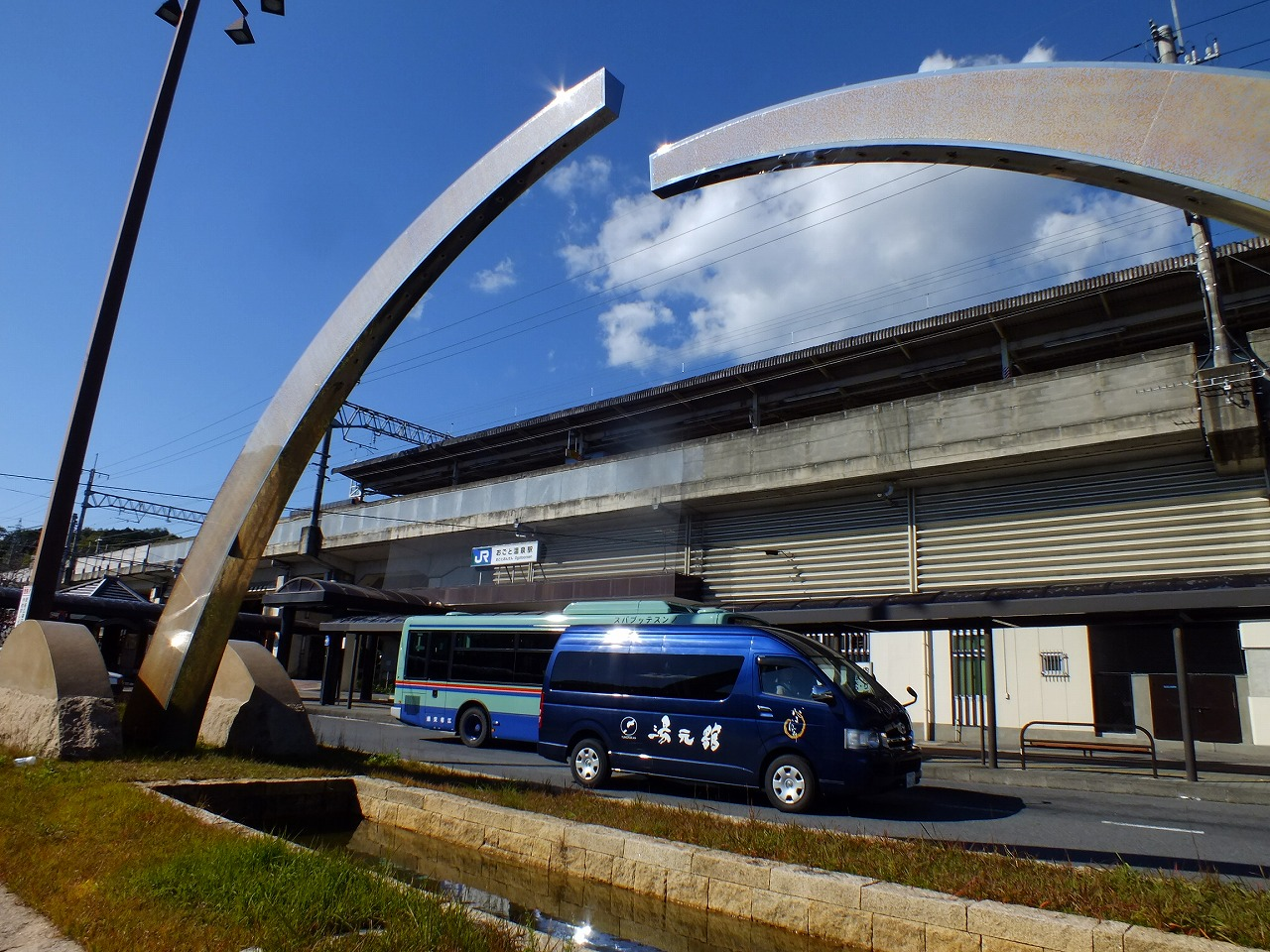
おごと温泉駅

- 公共交通機関

JR湖西線おごと温泉駅下車、車で5分、徒歩20分（約1.5km）または比叡山坂本駅下車、車で10分（約2.5km）、徒歩30分。送迎あり。
- 自動車

名神高速道路京都東インターチェンジより西大津バイパス（国道161号バイパス）経由 約20分。

## 系列旅館・店舗

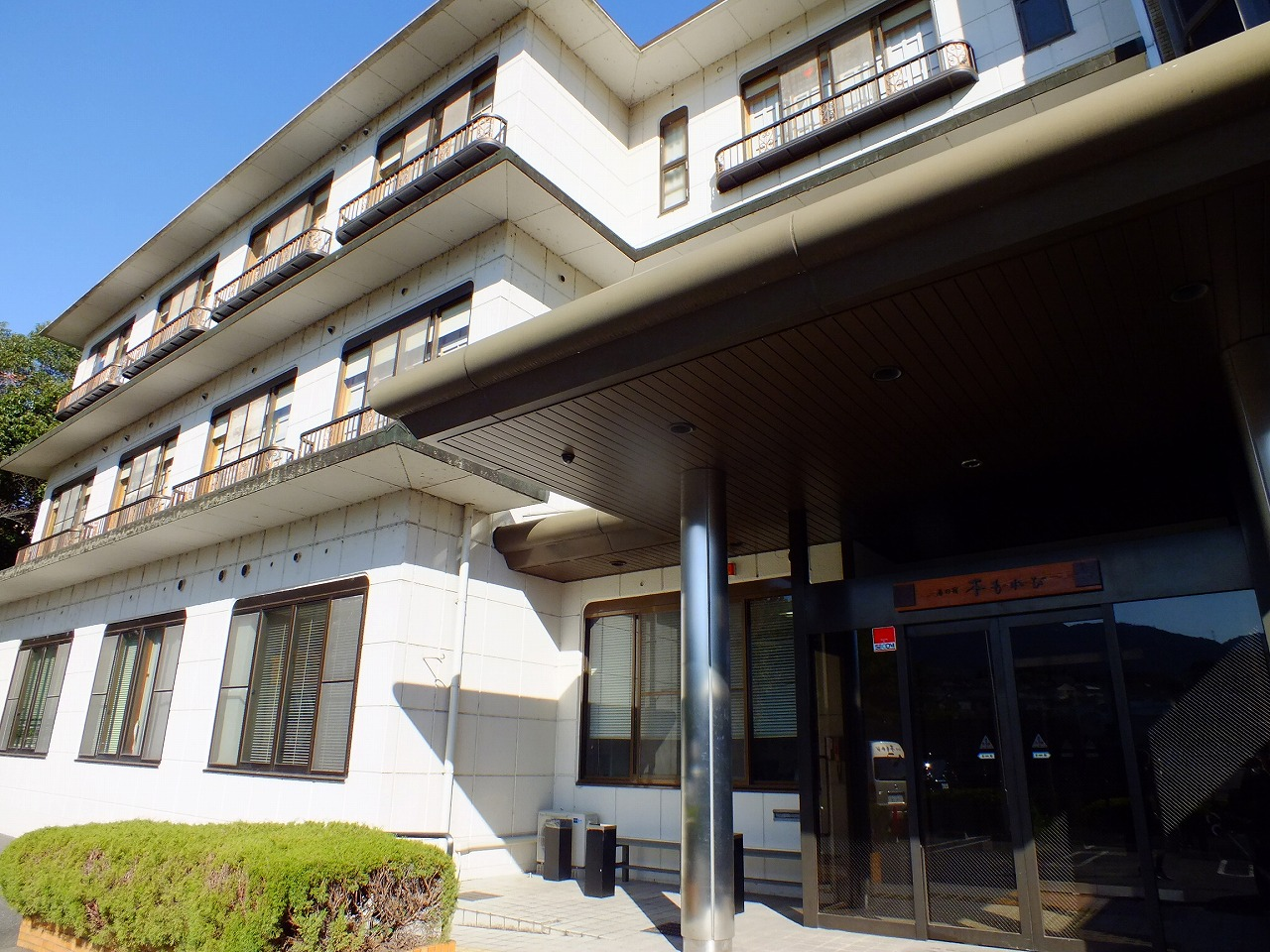
湯の宿木もれび（湯元舘よりも低廉な料金を設定している）

- 雄琴温泉「湯の宿木もれび」（滋賀県大津市苗鹿2丁目30-1）湯元舘と6階で接続されている。[17]
- 湯の花温泉「翠泉」（京都府亀岡市ひえ田野町芦ノ山イノシリ6-3）[18]
- 「京小宿 八坂 ゆとね」（京都市東山区下河原通高台寺下ル南町413番地）[19]
- 「とりでん堅田店」（滋賀県大津市今堅田2-12-11）[20]
- 「とりでん南草津店」（滋賀県草津市東矢倉2-6-4）[20]